# سایاکا اوهارا
سایاکا اوهارا (انگلیسی: Sayaka Ohara; ۶ دسامبر ۱۹۷۵ – ) مجری زن و صداپیشه اهل کشور ژاپن است.
از فیلم‌ها یا برنامه‌های تلویزیونی که وی در آن نقش داشته‌است می‌توان به اوساگی دراپ اشاره کرد.